# Dekanat wolborski
Dekanat wolborski – dekanat leżący w południowo-wschodniej części archidiecezji łódzkiej. Zamieszkuje go około 17 tys. wiernych.
Dekanat wolborski powstał w roku 1764. Do roku 1824 do dekanatu wolborskiego należały parafie: Czarnocin, Chorzęcin, Łaznów, Niesułków, Łódź, Gałków, Nagórzyce.
Dekanat wolborski powstał w dzień św. Mikołaja 6 grudnia 1990 r. dekretem biskupa Władysława Ziółka. W ten sposób po latach Wolbórz znów stał się siedzibą dziekana. Pierwszym dziekanem wolborskim po tej reformie został ks. Władysław Mularczyk - proboszcz parafii w Wolborzu.
Początkowo należało do niego 5 parafii:
- Parafia św. Maksymiliana Kolbego w Babach
- Parafia Świętej Małgorzaty Dziewicy i Męczennicy w Chorzęcinie
- Parafia Miłosierdzia Bożego w Goleszach
- Parafia Podwyższenia Świętego Krzyża w Moszczenicy
- Parafia Świętego Mikołaja Biskupa w Wolborzu

15 sierpnia 2015 roku, na mocy dekretu arcybiskupa metropolity łódzkiego Marka Jędraszewskiego dokonano reorganizacji dekanatów:

- parafię z Chorzęcina przeniesiono do dekanatu tomaszowskiego

- do dekanatu włączono parafie:
- Parafia Narodzenia Najświętszej Maryi Panny w Będkowie (ze zlikwidowanego dekanatu kurowickiego)
- Parafia św. Stanisława Kostki i Najświętszej Maryi Panny-Matki Kościoła w Karlinie (ze zlikwidowanego dekanatu krzepczowskiego)
- Parafia Najświętszej Maryi Panny Królowej Polski we Włodzimierzowie (ze zlikwidowanego dekanatu sulejowskiego).

Funkcję dziekana dekanatu wolborskiego od 14 września 2016 roku sprawuje proboszcz Parafii Podwyższenia Świętego Krzyża w Moszczenicy - ks. Władysław Paś, natomiast ojcem duchownym dekanatu jest ks. Bogdan Heliński
Po reorganizacji w skład dekanatu weszło 7 parafii:
- Parafia św. Maksymiliana Kolbego w Babach
- Parafia Narodzenia Najświętszej Maryi Panny w Będkowie
- Parafia Miłosierdzia Bożego w Goleszach
- Parafia św. Stanisława Kostki i Najświętszej Maryi Panny-Matki Kościoła w Karlinie
- Parafia Podwyższenia Świętego Krzyża w Moszczenicy
- Parafia Świętego Mikołaja Biskupa w Wolborzu
- Parafia Najświętszej Maryi Panny Królowej Polski we Włodzimierzowie

1 września 2020 r. abp metropolita łódzki Grzegorz Ryś wydał dekret o przywróceniu dekanatu sulejowskiego, wyłączając jednocześnie parafię NMP Królowej Polski we Włodzimierzowie z dekanatu wolborskiego.
8 czerwca 2025 r. abp metropolita łódzki Grzegorz Ryś wydał dekret o erygowaniu z dniem 1 lipca 2025 r. parafii pw. Narodzenia Najświętszej Maryi Panny w Swolszewicach Małych, poprzez wydzielenie części obszaru parafii Miłosierdzia Bożego w Goleszach.